# Indophantes sumatera
Indophantes sumatera là một loài nhện trong họ Linyphiidae.
Loài này thuộc chi Indophantes. Indophantes sumatera được Michael Ilmari Saaristo & Andrei V. Tanasevitch miêu tả năm 2003.